# Średnia arytmetyczno-geometryczna
Średnią arytmetyczno-geometryczną dwóch liczb rzeczywistych dodatnich {\displaystyle a} i {\displaystyle b,} oznaczaną często w nomenklaturze anglojęzycznej przez {\displaystyle AGM(a,b)} lub {\displaystyle M(a,b),} nazywamy wspólną granicę następujących ciągów określonych rekurencyjnie:
{\displaystyle a_{n+1}={\frac {a_{n}+b_{n}}{2}},}
{\displaystyle b_{n+1}={\sqrt {a_{n}b_{n}}},}
gdzie {\displaystyle a_{0}=a} oraz {\displaystyle b_{0}=b,} przy czym średnią tę można rozszerzyć dla liczb zespolonych. Granica ta istnieje dla dowolnych {\displaystyle a,b} rzeczywistych dodatnich, ponieważ {\displaystyle b_{n}\leqslant b_{n+1}\leqslant a_{n+1}\leqslant a_{n},} co wynika z nierówności Cauchy’ego między średnimi, i równocześnie kolejne różnice pomiędzy odpowiednimi wyrazami ciągów {\displaystyle (a_{n})} i {\displaystyle (b_{n})} dążą do zera:
{\displaystyle \lim _{n\to \infty }(a_{n}-b_{n})=0.}
Z samej konstrukcji mamy:
{\displaystyle {\sqrt {ab}}\leqslant M(a,b)\leqslant {\frac {a+b}{2}}.}

## Przykład
Aby wyznaczyć średnią arytmetyczno-geometryczną liczb {\displaystyle a_{0}=24} i {\displaystyle b_{0}=6,} najpierw wyliczamy wartości średnich:
{\displaystyle a_{1}={\tfrac {24+6}{2}}=15,}
{\displaystyle b_{1}={\sqrt {24\cdot 6}}=12}
i dalej rekurencyjnie:
{\displaystyle a_{2}={\tfrac {15+12}{2}}=13{,}5,}
{\displaystyle b_{2}={\sqrt {15\cdot 12}}=13{,}4164078649\dots }
{\displaystyle \dots .}
Po pięciu początkowych iteracjach otrzymujemy:
| {\displaystyle n} | {\displaystyle a_{n}}        | {\displaystyle b_{n}}        |
| ----------------- | ---------------------------- | ---------------------------- |
| 0                 | 24                           | 6                            |
| 1                 | 15                           | 12                           |
| 2                 | 13,5                         | 13,416407864998738178455042… |
| 3                 | 13,458203932499369089227521… | 13,458139030990984877207090… |
| 4                 | 13,458171481745176983217305… | 13,458171481706053858316334… |
| 5                 | 13,458171481725615420766820… | 13,458171481725615420766806… |
Jak widzimy na przykładzie, ciąg zgodnych cyfr po przecinku (zaznaczonych podkreśleniem) wydłuża się mniej więcej dwukrotnie z każdym powtórzeniem. Średnia arytmetyczno-geometryczna liczb 24 i 6 jest wspólną granicą podanych dwóch ciągów, równą w przybliżeniu 13,4581714817256154207668131569743992430538388544.

## Własności
Badania nad nią zapoczątkowane zostały jeszcze przez Gaussa, który w początkowym okresie swojej twórczości naukowej poświęcił jej dużo miejsca. W jego dzienniku z 30 maja 1799 roku czytamy nawet, że badania nad nią „stworzyły nowe pola rozwoju analizy”. Wkrótce odkrył on zaskakującą równość:
{\displaystyle \int \limits _{0}^{\frac {\pi }{2}}{\frac {d\alpha }{\sqrt {a^{2}\cos ^{2}\alpha +b^{2}\sin ^{2}\alpha }}}={\frac {\pi }{2M(a,b)}},}
z której wynika, że długość ćwiartki lemniskaty Bernoulliego wyraża się zależnością:
{\displaystyle \int \limits _{0}^{1}{\frac {dt}{\sqrt {1-t^{4}}}}={\frac {\pi }{2M(1,{\sqrt {2}})}}.}
Wielkość {\displaystyle M(1,{\sqrt {2}})} nazywa się stałą Gaussa i wynosi w przybliżeniu {\displaystyle 1{,}198\,140\,234\,735\,592\,207\,439\,9\ldots }
Czasami stałą Gaussa nazywa się odwrotność powyższej liczby.
Średnia arytmetyczno-geometryczna ma wiele ciekawych własności m.in.:
{\displaystyle M(\lambda a,\lambda b)=\lambda M(a,b),{\mbox{dla }}\lambda \geqslant 0,}
{\displaystyle M(a,b)=M({\tfrac {a+b}{2}},{\sqrt {ab}}),}
czyli w szczególności dla {\displaystyle 0<x<1}
{\displaystyle M(1-x,1+x)=M(1,{\sqrt {1-x^{2}}}).}
Obecnie średnią arytmetyczno-geometryczną Gaussa wykorzystuje się w przeróżnych algorytmach służących do obliczania liczby π, z których najważniejszym wydaje się być odnaleziony w 1976 przez E. Salamina i R. Brenta:
{\displaystyle \pi ={\frac {4[M(1,2^{-{\frac {1}{2}}})]^{2}}{1-\sum \limits _{j=1}^{\infty }2^{j+1}c_{j}^{2}}},}
gdzie:
{\displaystyle c_{n}={\tfrac {1}{2}}(a_{n}-b_{n})}
oraz {\displaystyle a_{0}=1} i {\displaystyle b_{0}={\tfrac {1}{\sqrt {2}}},} zaś {\displaystyle a_{n}} i {\displaystyle b_{n}} dla {\displaystyle n>0} otrzymujemy ze wzorów powyżej.